# Iakovlevka (kraï du Primorié)
Iakolevka (en russe : Я́ковлевка) est un village et centre administratif du raïon de Iakolevka dans le kraï du Primorié, en Extrême-Orient russe. Sa population s'élevait à 3 648 habitants au recensement de 2021.

## Géographie
Le village de Iakolevka se trouve dans le kraï du Primorié, kraï du sud de l'Extrême-Orient en Russie asiatique. Faisant partie du district fédéral extrême-oriental, il se trouve à 190 km au nord-est de Vladivostok, la capitale du district et du kraï. Il fait partie du raïon de Iakolevka, dans le centre du kraï, et il en est le chef-lieu.
Concernant la géographie, Iakolevka se trouve au Primorié, une région géographique allant de la rive sud de l'Amour au golfe de Pierre-le-Grand (région faisant partie par ailleurs partie de la Mandchourie-Extérieure, russe depuis 1860). Iakolevka, comme toute le kraï, est situé dans le fuseau horaire MSK+7 (heure de Vladivostok). Le décalage horaire appliqué par rapport au temps universel coordonné est +10:00. Il se trouve sur la rivière Arsenievka / Daubi-He.

## Histoire
Le village a été fondé en 1902.